# Merléac
Merléac (bret. Merleag) – miejscowość i gmina we Francji, w regionie Bretania, w departamencie Côtes-d’Armor.
Według danych na rok 1990 gminę zamieszkiwało 506 osób, a gęstość zaludnienia wynosiła 17 osób/km² (wśród 1269 gmin Bretanii Merléac plasuje się na 826. miejscu pod względem liczby ludności, natomiast pod względem powierzchni na miejscu 279.).